# Campeonato Nacional da 1.ª Divisão de Portugal (basquetebol feminino)
O Campeonato Nacional da 1.ª Divisão de Portugal é uma competição de basquetebol feminino de Portugal, organizada pela Federação Portuguesa de Basquetebol.
A primeira tentativa para que fosse disputado o Campeonato Nacional Feminino da 1a Divisão, foi feita em 1955, mas a iniciativa revelou-se desoladora. Até que em 1958, a Federação consegue que a competição de basquete feminino passe a ser realizada regularmente. Na época de 1998/1999 a prova máxima passou a designar-se por "Liga Feminina de Basquetebol". No entanto, a 1ª Divisão retomou a competição três anos depois, na época 2001/2002, continuando a sua ordem sequencial (Campeonato nº 42).

## Campeonato Nacional da 1a Divisão 2º escalão
| Época   | Final             | Final           | Final              |
| Época   | Campeão           | Resultado       | Finalista Vencido  |
| ------- | ----------------- | --------------- | ------------------ |
| 2024–25 |                   | -               |                    |
| 2023–24 | AD Sanjoanense    | 2 - 1           | AD Vagos           |
| 2022–23 | BC Barcelos       | 2 - 1           | AD Sanjoanense     |
| 2021–22 | Imortal BC        | 2 - 0           | CP Natação         |
| 2020–21 | BC Barcelos       | 59 - 53         | GDESSA Sub22       |
| 2019–20 | Não se realizou   | Não se realizou | Não se realizou    |
| 2018–19 | Guifões S.C.      | 72 - 63         | CP Natação         |
| 2017–18 | Carnide Clube     | 59 - 54         | Guifões S.C.       |
| 2016–17 | Vitória SC        | 60 - 54         | Guifões S.C.       |
| 2015–16 | GD Gafanha        | 68 - 57         | Académico FC       |
| 2014–15 | Sporting CP       | 66 - 60         | AD Ovarense        |
| 2013–14 | SL Benfica        | 73 - 55         | Académico FC       |
| 2012–13 | União Sportiva    | 3 - 2           | GDEMAM             |
| 2011–12 | Lousada AC        | 3 - 2           | AD Ovarense        |
| 2010–11 | Montijo BB        | 3 - 1           | EM Alberta Menéres |
| 2009–10 | Torres Novas      | 3 - 2           | Académico FC       |
| 2008–09 | Quinta dos Lombos | 3 - 2           | CS Marítimo        |
| 2007–08 | CS Marítimo       | 3 - 1           | B. de Barcelos     |
| 2006–07 | CD Póvoa          | 3 - 1           | AD Ovarense        |
| 2005–06 | D. João V         | 3 - 1           | CS Marítimo        |
| 2004–05 | Boa Viagem        | -               |                    |
| 2003–04 | Algés e Dafundo   | -               |                    |
| 2002–03 | Académico FC      | -               |                    |
| 2001–02 | Portugal Telecom  | -               |                    |

## Campeonato Nacional da 1a Divisão 1º escalão
| Época   | Final                  |
| Época   | Campeão                |
| ------- | ---------------------- |
| 1997–98 | Olivais F.C.           |
| 1996–97 | C.A.B. Madeira         |
| 1995–96 | U. Santarém            |
| 1994–95 | E. Avenida             |
| 1993–94 | E. Avenida             |
| 1992–93 | U. Santarém            |
| 1991–92 | E. Avenida             |
| 1990–91 | C.I.F.                 |
| 1989–90 | E. Avenida             |
| 1988–89 | E. Avenida             |
| 1987–88 | Algés e Dafundo        |
| 1986–87 | C.I.F.                 |
| 1985–86 | Algés e Dafundo        |
| 1984–85 | Algés e Dafundo        |
| 1983–84 | C.I.F.                 |
| 1982–83 | Algés e Dafundo        |
| 1981–82 | C.I.F.                 |
| 1980–81 | C.I.F.                 |
| 1979–80 | C.I.F.                 |
| 1978–79 | C.I.F.                 |
| 1977–78 | Académico F.C.         |
| 1976–77 | C.I.F.                 |
| 1975–76 | C.A. Coimbra           |
| 1974–75 | Académico F.C.         |
| 1973–74 | A. Académica           |
| 1972–73 | A. Académica           |
| 1971–72 | A. Académica           |
| 1970–71 | C.I.F.                 |
| 1969–70 | A. Académica           |
| 1968–69 | A. Académica           |
| 1967–68 | A. Académica           |
| 1966–67 | CDUP                   |
| 1965–66 | Sport Lubango          |
| 1964–65 | Sport Luanda e Benfica |
| 1963–64 | A. Académica           |
| 1962–63 | Sport Lubango          |
| 1961–62 | Sport Lubango          |
| 1960–61 | Sport Lubango          |
| 1959–60 | A. Académica           |
| 1958–59 | A. Académica           |
| 1957–58 | Não se Realizou        |
| 1956–57 | Não se Realizou        |
| 1955–56 | Não se Realizou        |
| 1954–55 | CF “Os Belenenses”     |

## Títulos por Clube “1a Divisão”
- A. Académica  - 9 (1958-59, 1959-60, 1963-64, 1967-68, 1968-69, 1969-70, 1971-72, 1972-73, 1973-74)
- C.I.F. – 9 (1970-71, 1976-77, 1978-79, 1979-80, 1980-81, 1981-82, 1983-84, 1986-87, 1990-91)
- Algés e Dafundo - 5 (1982-83, 1984-85, 1985-86, 1987-88, 2003-04)
- E. Avenida – 5 (1988-89, 1989-90, 1991-92, 1993-94, 1994-95)
- Sport Lubango – 4 (1960-61, 1961-62, 1962-63, 1965-66)
- Académico F.C. – 3 (1974-75, 1977-78, 2002-03)
- U. Santarém  - 2 (1992-93, 1995-96)
- Sport Luanda e Benfica - 1 (1964-65)
- C.F. “Os Belenenses” – 1 (1954-55)
- CDUP – 1 (1966-67)
- C.A. Coimbra – 1 (1975-76)
- C.A.B. Madeira – 1 (1996-97)
- Olivais F.C. - 1 (1997-98)
- P. Telecom - 1 (2001-02)
- Boa Viagem  - 1 (2004-05)
- D. João V  - 1 (2005-06)
- CD Póvoa  - 1 (2006-07)
- CS Maritimo  - 1 (2007-08)
- Qtª Lombos  - 1 (2008-09)
- Torres Novas  - 1 (2009-10)
- Montijo B.B.  - 1 (2010-11)
- Lousada A.C.  - 1 (2011-12)
- U. Sportiva  - 1 (2012-13)
- S.L. Benfica  - 1 (2013-14)
- Sporting C.P.  - 1 (2014-15)
- G.D. Gafanha  - 1 (2015-16)
- Vitória SC  - 1 (2016-17)
- Carnide Clube  - 1 (2017-18)
- Guifões S.C.  - 1 (2018-19)
- BC Barcelos - 1 (2020-21)
- AD Sanjoanense - 1 (2023-24)